# Adiantum digitatum
Adiantum digitatum är en kantbräkenväxtart som beskrevs av Presl. Adiantum digitatum ingår i släktet Adiantum och familjen Pteridaceae. Inga underarter finns listade.